# 單李群
在數學中，單李群是不含非平凡的連通正規李子群的連通李群。另一個等價的定義是：單李群是對應到單李代數的連通李群。
單李群是李群理論中的基本構件，依照其李代數的複化，可以分成三族典型群，與有限個例外李代數。前者在幾何學與數論中的應用有悠久歷史，而後者則涉及數學中的某些特殊配置與當代理論物理學。在應用上，我們通常會考慮更一般的半單李群或約化群。約化群的表示是當前數學的熱點之一。

## 分類
單群的分類法是先考慮其李代數的複化，並分類相應的根系。為了從複數域回到實數域，下一步是分類複李代數的實形式，這可藉 Vogan 圖完成。最後，李代數一一對應到單連通李群，為了從李代數層次回到李群層次，還須要計算單連通單李群的中心。複單李代數的分類如下，以下的 {\displaystyle n} 代表鄧肯圖的頂點個數：

## 文獻
- Anthony W. Knapp, Lie Groups Beyond An Introduction, 2nd edition, 2002, Birkhäuser. ISBN 0-8176-4259-5